# Paese di Punt

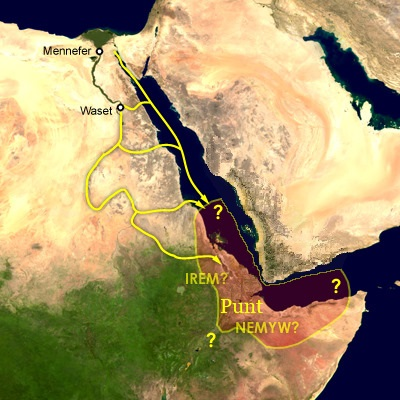
Mappa della presunta posizione di Punt e rotte commerciali dall'Egitto a Punt via fiume, terra e mare.

Il leggendario Paese di Punt, o Terra di Punt (egiziano  pwnt), era un antico regno noto grazie a documenti commerciali dell'Antico Egitto. Produceva ed esportava oro, resine aromatiche, legno nero, ebano, avorio, schiavi e animali selvatici.
La posizione esatta di Punt è dibattuta dagli storici. Studi recenti lo localizzano nell'Eritrea nordoccidentale. È possibile che includa o corrisponda a Opone, come più tardi fu nota agli antichi greci, mentre alcuni studiosi biblici lo hanno identificato con la biblica terra di Phut o Avila. A volte Punt è indicato come Ta netjer (tꜣ nṯr), lett. 'Terra di Dio'.
Sono state proposte varie località, a sud-est dell'Egitto, una regione costiera a sud lungo il Mar Rosso, il Golfo di Aden e l'Oceano Indiano, nell'attuale Sudan nord-orientale, l'Eritrea, l'Etiopia nord-orientale, Gibuti e Somalia settentrionale, ossia il Somaliland. È anche possibile che comprendesse sia il Corno d'Africa che la zona oltre il mar Rosso, nell'Arabia meridionale.
Lo stato autonomo del Puntland, l'odierna regione amministrativa somala sulla punta del Corno d'Africa, prende il nome in ricordo di questo antico regno.

## La terra di Punt nelle fonti antiche
Il Punt è ancora citato da geroglifici egizi, posti su una parete del tempio di Amon a Tebe, risalente al regno di Seti I, secondo faraone della XIX Dinastia. Quei geroglifici descrivono un viaggio navale per portare oro, incenso e mirra, dal Paese di Punt a Tebe, oltre a un carico di zanne di elefante, lapislazzuli, ebano, pavoni e scimmie.
Probabilmente le prime spedizioni egizie per Punt ebbero inizio già nella IV dinastia dal porto di Wadi al-Jarf nel golfo di Suez.

## Localizzazione
La maggioranza degli studiosi colloca la Terra di Punt nel Corno d'Africa, probabilmente in Somalia, sulla base del fatto che i prodotti di Punt, per come raffigurati nelle illustrazioni di Hatshepsut, si trovavano in abbondanza in questa regione; questi prodotti includevano oro e resine aromatiche, come mirra, incenso ed ebano. Lo stesso si può dire degli animali selvatici raffigurativi, che includevano giraffe, babbuini, ippopotami e leopardi.
Per alcuni studiosi la Terra di Punt si estendeva dal Corno d'Africa all'attuale Yemen, nell'attuale penisola arabica, sempre sulla base delle merci raffigurate come provenienti da quella terra. Il fatto però che in antichità si indicava l'incenso come esclusivo del Punt, e non anche dell'Arabia, è da ritenersi il collegamento fondamentale tra Punt e Somalia.
Ma questa non è l'unica ipotesi sulla sua localizzazione; sulla base delle piante e degli animali raffigurati dagli egizi e riferiti alla Terra di Punt, la si è localizzata nella parte meridionale del Sudan o in Eritrea.
Nel 2010 è stato ipotizzato che la Terra di Punt si trovasse in un zona compresa tra Eritrea ed Etiopia. Partendo da una raffigurazione egiziana, che tra le merci provenienti da Punt mostrava babbuini vivi, ricercatori hanno studiato i resti mummificati di due babbuini conservati nel British Museum, concludendo che provenivano da quella ragione.
Nel 2011 i fratelli archeologi ed etnologi Angelo e Alfredo Castiglioni, hanno ipotizzato che la Terra di Punt possa essere localizzata nell'area di Adulis (Eritrea), importante sito archeologico dove l'équipe dei fratelli Castiglioni effettuò scavi archeologici con la collaborazione di numerose università italiane.
Nel 2020 un altro studio condotto sempre sui resti fossili di babbuini, questa volta ritrovati a Tebe, dopo aver escluso che fossero nativi dell'Egitto, conclusero che questi animali fossero nativi della regione compresa tra l'Eritrea, l'Etiopia e il nord della Somalia.